# Piero Tamponi
Pietro Tamponi (Calangianus, 29 luglio 1947) è un politico italiano.

## Biografia
Sindaco di Florinas per quattro Legislature, è consigliere regionale per la Democrazia Cristiana in Sardegna per due legislature, dal 1984 al 1994.
Viene eletto senatore nel 1994 nel Partito Popolare Italiano. Nel luglio 1995 segue la scissione di Rocco Buttiglione, che dà vita ai Cristiani Democratici Uniti.
Nel 1996 è ricandidato al Senato nel collegio di Alghero per il Polo delle Libertà, senza essere eletto.
Successivamente è presidente e amministratore del Consorzio “Graniti e Marmi di Sardegna” e poi direttore amministrativo dell'Azienda Ospedaliero Universitaria di Sassari.